# Roy McLean
Roy Alastair McLean (* 9. Juli 1930 in Pietermaritzburg, Südafrikanische Union; † 26. August 2007 in Johannesburg, Südafrika) war ein südafrikanischer Cricketspieler, der zwischen 1951 und 1964 für die südafrikanische Nationalmannschaft spielte.

## Aktive Karriere
McLean gab sein First-Class-Debüt in der Saison 1949/50 und spielte zunächst für Natal. Sein Test-Debüt erfolgte bei der Tour in England im Juli 1951, wobei er in seinem zweiten Spiel ein Fifty über 67 Runs erzielte. In der Saison 1952/53 reiste er mit dem Nationalteam nach Australien. Im dritten Test erreichte er ein Fifty über 65 Runs und im abschließenden fünften Test konnte er mit zwei Fifties (81 & 76*) Runs den Sieg und damit die ausgeglichene Serie sichern. Im Jahr darauf folgte eine Tour in Neuseeland, wo ihm sein erstes Century über 101 Runs gelang. Auch in England erzielte er bei der Tour im Juni 1955 ein Century über 142 Runs im zweiten Test. Im dritten Spiel der Serie folgte ein weiteres Fifty (50 Runs). In der Saison 1956/57 kam England nach Südafrika, wobei er ein Century über 100 Runs und ein weiteres Fifty über 93 Runs erreichte. In der folgenden Saison erzielte er im ersten Test in Australien ein weiteres Fifty (50 Runs). Bei der Tour in England im Juni 1960 hatte Südafrika wenig erfolg, doch war er einer der wenigen, die mit einem Fifty (68 Runs) und einem Century (109 Runs) herausragen konnten. So wurde er als einer der Wisden Cricketers of the Year für das Jahr 1961 ausgezeichnet. Daraufhin reiste er ein Jahr später erneut nach England un dführte dort ein Nachwuchsteam mit dem Namen Fezelas, deren Spieler die Zukunft des südafrikanischen Crickets in den 1960er Jahren bildete. In der Saison 1961/62 konnte er gegen Neuseeland erst ein Fifty über 63 Runs im ersten Test erzielen, bevor er ein Century über 113 Runs im dritten Spiel der Serie erzielte. Im folgenden vierten Test konnte er dann erneut ein Fifty (78 Runs) erreichen. Seine letzte Serie für die Nationalmannschaft absolvierte er in der Saison 1964/65 gegen England, wo er nicht mehr herausragen konnte. Sein letztes First-Class-Spiel absolvierte er in der Saison 1965/66.

## Nach der aktiven Karriere
Er verstarb im August 2007 nach langer Krankheit im Alter von 77 Jahren.